# Région de la Volga
Ne doit pas être confondu avec Région économique de la Volga.
La région de la Volga (en russe : Поволжье) est une région historique de Russie correspondant au bassin versant de la Volga.